# Phaedrotes sagittigera
Phaedrotes sagittigera är en fjärilsart som beskrevs av Felder 1865. Phaedrotes sagittigera ingår i släktet Phaedrotes och familjen juvelvingar. Inga underarter finns listade i Catalogue of Life.